# Verbi incoativi
Nella lingua italiana, vengono detti verbi incoativi - impropriamente, per analogia col latino - quei verbi della terza coniugazione (-ire) che ampliano, o che possono ampliare, il paradigma desinenziale ordinario con l'interfisso -isc- tra radice e desinenza, alla 1ª, 2ª, 3ª e 6ª persona dell'indicativo presente, del congiuntivo presente e dell'imperativo. Si tratta di un fenomeno caratteristico solo della terza coniugazione, e presente nella stragrande maggioranza dei suoi verbi.
La denominazione, affermatasi nella grammatica tradizionale, è però impropria perché in italiano l'interfisso -isc- non è portatore di alcun significato proprio, in grado di conferire all'azione espressa dal verbo un aspetto incoativo (cioè di inizio dell'azione). Si tratta di una funzione che in latino aveva l'interfisso -sc-, di cui -isc- è erede e da cui sì trae tale denominazione, ma che in italiano non conserva valore semantico proprio: infatti, non vi è alcuna differenza tra nutro e nutrisco. Esistono soltanto, in rarissimi casi, alcune sfumature di significato che la tradizione letteraria ha assegnato in via preferenziale al paradigma in -isc- piuttosto che a quello ordinario, nei verbi che li ammettono entrambi, ma si tratta comunque di variazioni che non conferiscono all'interfisso un valore semantico proprio.

## Morfologia e origine
L'interfisso -isc- compare esclusivamente nella 1ª, 2ª, 3ª e 6ª persona del presente indicativo e del presente congiuntivo, oltre che all'imperativo. A causa della sua posizione (subito dopo la radice e senza altri interfissi), è sempre portatore di accento primario e ciascuna di queste voci è rizoatona (cioè senza accento sulla radice). Le prime tre persone hanno cadenza piana e la sesta sdrucciola, peraltro in analogia alle corrispettive voci dei verbi non incoativi (finisco; servo; finiscono; servono).
Inoltre l'interfisso adegua la sua resa fonetica a seconda della vocale iniziale della desinenza assumendo ora suono duro della C (/-ˈisk-/), se seguita da -a o -o, ora, invece, il suono dolce del digramma SC (/-ˈiʃ-/) se seguito da -e o -i. 
| Indicativo presente | Congiuntivo presente | Imperativo |
| ------------------- | -------------------- | ---------- |
| finisco             | finisca              | -          |
| finisci             | finisca              | finisci    |
| finisce             | finisca              | -          |
| finiamo             | finiamo              | -          |
| finite              | finiate              | finite     |
| finiscono           | finiscano            | -          |

All'origine dell'affisso -isc-, che ha creato un sistema desinenziale parallelo a quello standard già presente nella terza coniugazione, dev'esserci stato un uso imitativo del suffisso latino -sco in verbi che già avevano implicito un valore incoativo nel solo significato - che è ovviamente da rintracciare nella radice e non nella desinenza  - come fiorire, guarire, marcire che indicano tutti un processo progressivo. Tale valore è anche possibile rintracciarlo in numerosi altri casi di verbi parasintetici, appartenenti alla stessa coniugazione, come indurire, arrossire, dove il valore incoativo può essere percepito in maniera ancora più marcata che nei precedenti.
Col tempo, poi, il legame iniziale col suffisso -sco deve essere venuto meno, sino a far diventare tale sistema desinenziale accessorio, una particolarità della terza coniugazione, favorendone così la diffusione in altri verbi che nulla avevano a che fare con un concetto di inizio o di principio, ma anche più genericamente di progressione. Secondo numerosi studiosi la sua diffusione darebbe da addebitarsi a una generale "tendenza livellatrice" dell'accento su tutto il paradigma verbale che infatti presenta una netta prevalenza delle forme rizoatone; non a caso l'interfisso -isc- è presente soltanto in quei modi e in quei tempi e in quelle voci, che altrimenti avrebbero accento primario sulla radice del verbo.
Vi è inoltre da aggiungere che spesso parallelamente alle forme in -ire, si sono sviluppati dei verbi partendo dalla medesima radice con la desinenza -are. Queste coppie di verbi corradicali (ad esempio, appuntire e appuntare), possono essere sinonimi perfetti equamente distribuiti, oppure rappresentare una la variante meno comune dell'altro, magari d'uso solo letterale o antiquato; talvolta invece i verbi condividono soltanto alcune sfumature dei loro significati, mentre altre volte sono quasi contigui come significati ma fondamentalmente diversi; altre volte invece per processi storici hanno significati completamente slegati seppure uniti nell'etimo. L'aspetto fondamentale di queste coppie è che le prime due voci dell'indicativo presente possono confondersi se non si sa che il verbo in -ire ha l'estensione in -isco e -isci.

## Lista dei verbi incoativi
Una lista dei verbi incoativi è presente sulla Grammatica italiana di Moretti-Orvieto con 482 verbi segnalati. La seguente lista, però, è stata ricavata dal Vocabolario della lingua italiana Devoto-Oli contenente circa 740 verbi fra cui antiquati e anche semplici varianti di verbi non presenti nella lista perché appartenente ad altre coniugazioni.
Per ragioni di maggiore fruibilità, sono stati omessi quei prefissi da cui è facile risalire alla forma base, della quale seguono la coniugazione; sono stati mantenuti, invece, quei verbi con forte indipendenza semantica dal verbo base e tutti quelli generalmente marcati come "non comuni" dai dizionari per ragioni di completezza.
- > e < nelle colonne "verbi" e "corradicali" indicano che quella forma è una variante del verbo presente nella colonna più a destra (>) significato o in corradicale, o a sinistra (<).
- † indica un verbo antiquato
- 1, 2 nella colonna "tipo" indicano invece i verbi per cui è correntemente possibile usare sia la coniugazione regolare (1), sia quella incoativa (2), indicando quale delle due viene segnalata dai dizionari come predominante o preferibile; * indica la presenza di limitazione della una doppia coniugazione, indicate nelle note.

### A-G
| Verbo         | Significato                                                | Tipo | Corradicali    | Note                                                                     |
| ------------- | ---------------------------------------------------------- | ---- | -------------- | ------------------------------------------------------------------------ |
| abbellire     |                                                            |      | abbellare      |                                                                          |
| abbonire      |                                                            |      | abbonare       |                                                                          |
| abbrividire   |                                                            |      | abbrividare †  |                                                                          |
| abbrunire     |                                                            |      | abbrunare      |                                                                          |
| abbrustolire  |                                                            |      | < abbrustolare |                                                                          |
| abbrutire     |                                                            |      |                |                                                                          |
| abbruttire    |                                                            |      |                |                                                                          |
| abolire       |                                                            |      |                |                                                                          |
| aborrire      |                                                            | 2    |                |                                                                          |
| abortire      |                                                            |      |                |                                                                          |
| accalorire >  |                                                            |      | accalorare     |                                                                          |
| accanirsi     |                                                            |      |                | Esiste un verbo non corradicale in -are 'accanare'                       |
| accestire     | di piante fatte a cesto                                    |      |                |                                                                          |
| acciocchire   | intorpidire                                                |      |                |                                                                          |
| acciucchire   | istupidire                                                 |      |                |                                                                          |
| accorcire >   |                                                            |      | accorciare     |                                                                          |
| accudire      |                                                            |      |                |                                                                          |
| acetire       |                                                            |      |                |                                                                          |
| acquisire     |                                                            |      |                |                                                                          |
| acuire        |                                                            |      |                |                                                                          |
| addocilire    | ammorbidire; indocilire                                    |      |                |                                                                          |
| addolcire     |                                                            |      | addolciare †   |                                                                          |
| adempire >    | adempiere                                                  |      |                |                                                                          |
| aderire       |                                                            |      |                |                                                                          |
| adibire       |                                                            |      |                |                                                                          |
| adire         |                                                            |      |                |                                                                          |
| adsorbire     | produrre un adsorbimento                                   |      |                |                                                                          |
| afferire      | essere afferente                                           |      |                |                                                                          |
| affertilire   |                                                            |      |                |                                                                          |
| affienire     | dell'erba che diventa fieno                                |      | affienare      |                                                                          |
| affievolire   |                                                            |      | affievolare †  |                                                                          |
| affiochire    |                                                            |      | < affiocare    |                                                                          |
| affittire     |                                                            |      |                | Esiste un verbo non corradicale in -are 'affittare'                      |
| affloscire >  |                                                            |      | afflosciare    |                                                                          |
| affluire      |                                                            |      |                |                                                                          |
| aggentilire   |                                                            |      |                |                                                                          |
| aggobbire     |                                                            |      |                |                                                                          |
| aggranchire   |                                                            |      | aggranchiare   |                                                                          |
| aggrandire    |                                                            |      | aggrandare †   |                                                                          |
| aggredire     |                                                            |      |                |                                                                          |
| aggrinzire    |                                                            |      | aggrinzare     |                                                                          |
| agguerrire    |                                                            |      |                |                                                                          |
| agire         |                                                            |      |                | Esiste un verbo non corradicale in -are 'agiare'                         |
| alleggerire   |                                                            |      | alleggerare †  |                                                                          |
| allenire      | lenire; diminuire                                          |      |                | Esiste un verbo non corradicale in -are 'allenare'                       |
| allestire     |                                                            |      |                |                                                                          |
| allibire      |                                                            |      |                | Esiste un verbo non corradicale in -are 'allibare'                       |
| allividire    |                                                            |      |                |                                                                          |
| allocchire    | istupidire                                                 |      |                |                                                                          |
| ambire        |                                                            |      |                |                                                                          |
| ammalinconire |                                                            |      |                |                                                                          |
| ammalizzire   | smaliziare                                                 |      |                |                                                                          |
| ammannire     | preparare                                                  |      | ammannare †    | Esiste un verbo non corradicale in -are 'ammannare'                      |
| ammansire     |                                                            |      | < ammansare    |                                                                          |
| ammattire     |                                                            |      | ammattare †    |                                                                          |
| ammencire     | inflacidire                                                |      |                |                                                                          |
| ammezzire     | infracidire                                                |      |                | Esiste un verbo non corradicale in -are 'ammezzare'                      |
| ammiserire    |                                                            |      | ammiserare †   |                                                                          |
| ammollire     | ammorbidire; indebolire; lenire                            |      | ammollare      |                                                                          |
| ammonire      |                                                            |      |                |                                                                          |
| ammorbidire   |                                                            |      | < ammorbidare  |                                                                          |
| ammortire     |                                                            |      | ammortare †    |                                                                          |
| ammoscire >   |                                                            |      | ammosciare     |                                                                          |
| ammuffire     |                                                            |      | <ammuffare     |                                                                          |
| ammusire      |                                                            |      | ammusare       |                                                                          |
| ammutire      |                                                            |      | ammutare †     |                                                                          |
| ammutolire    |                                                            |      | ammutolare †   |                                                                          |
| annerire      |                                                            |      | annerare       |                                                                          |
| annichilire   |                                                            |      | annichilare    |                                                                          |
| annobilire    |                                                            |      |                |                                                                          |
| annuire       |                                                            |      |                | Esiste un verbo non corradicale in -are 'annuare'                        |
| apparire      |                                                            | 1    |                | Esiste un verbo non corradicale in -are 'apparare' †                     |
| appassire     |                                                            |      | appassare †    |                                                                          |
| appesantire   |                                                            |      |                |                                                                          |
| appetire      |                                                            |      | appetare †     |                                                                          |
| appiattire    |                                                            |      | appiattare     |                                                                          |
| appiccolire   | rimpiccolire                                               |      | appiccolare †  |                                                                          |
| applaudire    |                                                            | 1    |                |                                                                          |
| appratire     | mettere un terreno a prato                                 |      |                |                                                                          |
| approfondire  |                                                            |      | approfondare   |                                                                          |
| appuntire     |                                                            |      | appuntare      |                                                                          |
| ardire        |                                                            |      |                |                                                                          |
| arguire       |                                                            |      |                |                                                                          |
| arricchire    |                                                            |      | arriccare †    |                                                                          |
| arrochire     | rendere rauco                                              |      | < arrocare     |                                                                          |
| arrossire     |                                                            |      | arrossare      |                                                                          |
| arrostire     |                                                            |      |                | Esiste un verbo non corradicale in -are 'arrostare'                      |
| arrugginire   |                                                            |      |                |                                                                          |
| arruvidire    |                                                            |      | arruvidare †   |                                                                          |
| arsire        | inaridirsi                                                 |      |                |                                                                          |
| assalire      |                                                            | 1    |                |                                                                          |
| assaporire    | insaporire                                                 |      | assaporare     |                                                                          |
| asserire      |                                                            |      |                |                                                                          |
| asservire     |                                                            |      | asservare †    |                                                                          |
| assopire      |                                                            |      |                |                                                                          |
| assorbire     |                                                            | 1    |                |                                                                          |
| assordire     |                                                            |      | assordare      |                                                                          |
| assonnirsi    |                                                            |      | assonnare      |                                                                          |
| assortire     |                                                            |      |                |                                                                          |
| attecchire    |                                                            |      |                | Esiste un verbo non corradicale il -are 'attecchiare' †                  |
| atterrire     |                                                            |      | atterrare      |                                                                          |
| attribuire    |                                                            |      |                |                                                                          |
| attristire    |                                                            |      | attristare     |                                                                          |
| attutire      |                                                            |      | attutare †     |                                                                          |
| aulire        | emanare profumo                                            |      |                |                                                                          |
| avvertire     |                                                            | 1    |                | Le forme in -isc- sono considerate antiquate                             |
| avvilire      |                                                            |      | avvilare †     |                                                                          |
| avvizzire     |                                                            |      | avvizzare †    |                                                                          |
| azzittire     |                                                            |      | azzittare      |                                                                          |
| azzoppire     |                                                            |      | azzoppare      |                                                                          |
| bandire       |                                                            |      |                | Esiste un verbo non corradicale in -are 'bandare' †                      |
| barrire       |                                                            |      |                | Esiste un verbo non corradicale in -are 'barrare'                        |
| bastire †     | costruire                                                  |      |                | Esiste un verbo non corradicale in -are 'bastare'                        |
| bianchire     |                                                            |      | biancare       |                                                                          |
| bipartire     |                                                            |      |                |                                                                          |
| blandire      | lusingare; lenire; lambire                                 |      |                |                                                                          |
| bombire †     | rimbombare                                                 |      |                | Esiste un verbo non corradicale in -are 'bombare'                        |
| borire        | far alzare in volo la selvaggina                           |      |                |                                                                          |
| bramire       | emettere bramiti                                           |      |                | Esiste un verbo non corradicale in -are 'bramare'                        |
| brandire      |                                                            |      |                |                                                                          |
| brunire       | sottoporre a brunitura; levigare                           |      |                |                                                                          |
| brusire       |                                                            |      |                |                                                                          |
| campire       | stendere il colore di fondo di un dipinto                  |      |                | Esiste un verbo non corradicale in -are 'campare'                        |
| candire       | rendere candido; candire la frutta                         |      |                |                                                                          |
| capire        |                                                            |      |                |                                                                          |
| carpire       | strappare; ottenere con astuzia                            |      | carpare †      |                                                                          |
| censire       |                                                            |      |                |                                                                          |
| cernire †     | cernere                                                    | b    |                |                                                                          |
| cestire       | confezionare un cesto                                      |      |                |                                                                          |
| chiarire      |                                                            |      | chiarare       |                                                                          |
| circuire      |                                                            |      |                |                                                                          |
| coire         | compiere un coito                                          |      |                |                                                                          |
| collabire     | di organo che si affloscia                                 |      |                |                                                                          |
| colorire      |                                                            |      | colorare       |                                                                          |
| colpire       |                                                            |      |                | Esiste un verbo non corradicale in -are 'colpare'                        |
| comparire     | Nel significato di "far bella figura" solo forme in -isc-. | 2    |                | Esiste un verbo non corradicale in -are 'comparare'                      |
| compartire    | dividere in parti uguali                                   | 2    |                |                                                                          |
| compatire     |                                                            |      |                |                                                                          |
| compire       |                                                            |      | compiere       |                                                                          |
| complire †    | complimentarsi; compiere                                   | 1    |                |                                                                          |
| concepire     |                                                            |      | < concepere †  |                                                                          |
| concupire     |                                                            |      |                |                                                                          |
| condire       |                                                            |      |                |                                                                          |
| conferire     |                                                            |      |                |                                                                          |
| confluire     |                                                            |      |                |                                                                          |
| contribuire   |                                                            |      |                |                                                                          |
| convertire    |                                                            | 1*   |                | *Solo antiquate le forme con -isc-                                       |
| costituire    |                                                            |      |                |                                                                          |
| costruire     |                                                            |      |                |                                                                          |
| custodire     |                                                            |      |                |                                                                          |
| deferire      |                                                            |      |                |                                                                          |
| definire      |                                                            |      |                | Esiste un verbo non corradicale in -are 'Definare' †                     |
| defluire      |                                                            |      |                |                                                                          |
| deglutire     |                                                            |      |                |                                                                          |
| demolire      |                                                            |      |                |                                                                          |
| deperire      |                                                            |      |                |                                                                          |
| destituire    |                                                            |      |                |                                                                          |
| differire     |                                                            |      |                |                                                                          |
| diffinire †   | definire                                                   |      |                |                                                                          |
| digerire      |                                                            |      |                |                                                                          |
| digredire     | compiere una digressione                                   |      |                |                                                                          |
| diluire       |                                                            |      |                |                                                                          |
| dimagrire     |                                                            |      | dimagrare      |                                                                          |
| diminuire     |                                                            |      |                |                                                                          |
| dipartire     | solo nel senso di "dividere in due"                        | 1    |                | Il verbo dipartire con senso di 'partire; morire' si coniuga normalmente |
| disagrire     | sottoporre il vino a disagrimento                          |      |                | Esiste un verbo non corradicale in -are 'disagrare' †                    |
| disasprire    |                                                            |      |                |                                                                          |
| disparire     | sparire                                                    | 1    |                | Esiste un verbo non corradicale in -are 'disparare' †                    |
| dispartire    | dividere                                                   | 2    |                |                                                                          |
| disquisire    |                                                            |      |                |                                                                          |
| distribuire   |                                                            |      |                |                                                                          |
| divertire     |                                                            | 1    |                | Le forme in -isc- sono considerate antiquate                             |
| ebollire      |                                                            | 2    |                |                                                                          |
| eccepire      |                                                            |      |                |                                                                          |
| eccerpire     | estrarre citazioni da un testo                             |      |                |                                                                          |
| effluire      |                                                            |      |                |                                                                          |
| elargire      |                                                            |      |                |                                                                          |
| eluire        | sottoporre a eluizione                                     |      |                |                                                                          |
| erudire       |                                                            |      |                |                                                                          |
| esaudire      |                                                            |      |                |                                                                          |
| esaurire      |                                                            |      |                |                                                                          |
| eseguire      |                                                            | 2    |                |                                                                          |
| esercire      | esercitare un'attività professionale                       |      |                |                                                                          |
| esibire       |                                                            |      |                |                                                                          |
| esinanire     | annichilire                                                |      |                |                                                                          |
| esordire      |                                                            |      |                |                                                                          |
| espedire †    | sveltire; sgombrare; sbrigrare                             |      |                |                                                                          |
| esperire      | intraprendere                                              |      |                |                                                                          |
| evoluire      | eseguire evoluzioni                                        |      |                |                                                                          |
| fallire       |                                                            |      | fallare        |                                                                          |
| farcire       |                                                            |      |                |                                                                          |
| fastidire     |                                                            |      |                |                                                                          |
| favorire      |                                                            |      |                |                                                                          |
| fedire †      | ferire                                                     | 2    |                |                                                                          |
| feltrire      | infeltrire                                                 |      | feltrare       |                                                                          |
| ferire        |                                                            | 2*   |                | *Solo nella terza persona anticamente senza -isc-: ferie o fere          |
| finire        |                                                            |      | finare †       |                                                                          |
| fiorire       |                                                            |      | fiorare †      |                                                                          |
| fluire        |                                                            |      |                |                                                                          |
| forbire       | pulire; raffinare                                          |      |                |                                                                          |
| fornire       |                                                            |      |                |                                                                          |
| fremire †     | fremere                                                    |      |                |                                                                          |
| frinire       |                                                            |      |                |                                                                          |
| fruire        |                                                            |      |                |                                                                          |
| gannire       | guaire                                                     |      |                |                                                                          |
| garantire     |                                                            |      |                |                                                                          |
| garrire       |                                                            |      |                |                                                                          |
| gecchire †    | umiliare                                                   |      |                |                                                                          |
| gerire        | gestire; amministrare                                      |      |                |                                                                          |
| gestire       | fare gesti; amministrare                                   |      |                |                                                                          |
| ghermire      |                                                            |      |                |                                                                          |
| gioire        |                                                            |      |                |                                                                          |
| gradire       |                                                            |      |                | Esiste un verbo non corradicale in -are 'gradare'                        |
| graffire      | incidere con una punta                                     |      | graffare       |                                                                          |
| granire       | ridurre in grani                                           |      |                |                                                                          |
| gremire       |                                                            |      |                |                                                                          |
| grugnire      |                                                            |      |                |                                                                          |
| guaire        |                                                            |      |                |                                                                          |
| gualcire      |                                                            |      |                |                                                                          |
| guarentire    | garantire                                                  |      |                |                                                                          |
| guarire       |                                                            |      |                |                                                                          |
| guarnire      |                                                            |      |                |                                                                          |
| guattire      | abbaiare                                                   |      |                |                                                                          |

### I
| Verbo           | Significato                                          | Tipo | Corradicali      | Note                                                |
| --------------- | ---------------------------------------------------- | ---- | ---------------- | --------------------------------------------------- |
| illanguidire    |                                                      |      |                  |                                                     |
| illeggiadrire   |                                                      |      |                  |                                                     |
| illimpidire     | rendere limpido                                      |      |                  |                                                     |
| illiquidire     | liquefarsi                                           |      |                  |                                                     |
| illividire      |                                                      |      |                  |                                                     |
| imbachire       | marcire; corrompersi moralmente                      |      | imbacare         |                                                     |
| imbaldanzire    |                                                      |      |                  |                                                     |
| imbalordire     | stordire; confondere                                 |      |                  |                                                     |
| imbambinire     |                                                      |      |                  |                                                     |
| imbandire       |                                                      |      |                  |                                                     |
| imbarbarire     |                                                      |      |                  |                                                     |
| imbarbogire     | ribambire                                            |      |                  |                                                     |
| imbastardire    |                                                      |      |                  |                                                     |
| imbastire       |                                                      |      |                  | Esiste un verbo non corradicale in -are 'imbastare' |
| imbecillire     |                                                      |      |                  |                                                     |
| imbellire       |                                                      |      |                  |                                                     |
| imbertonire †   | innamorarsi pazzamente                               |      |                  |                                                     |
| imbestialire    |                                                      |      |                  |                                                     |
| imbianchire     |                                                      |      | imbiancare       |                                                     |
| imbibire        |                                                      |      |                  |                                                     |
| imbietolire     | rincretinire                                         |      |                  |                                                     |
| imbiondire      |                                                      |      | imbiondare       |                                                     |
| imbirbonire     |                                                      |      |                  |                                                     |
| imbizzarrire    |                                                      |      |                  |                                                     |
| imbizzire       |                                                      |      |                  |                                                     |
| imbolsire       |                                                      |      |                  |                                                     |
| imbonire        |                                                      |      | imbonare         |                                                     |
| imborghesire    |                                                      |      |                  |                                                     |
| imboschire      |                                                      |      | imboscare        |                                                     |
| imbottire       |                                                      |      | imbottare        |                                                     |
| imbozzacchire   | di susine che diventabo bozzacchio; svilupparsi male |      |                  |                                                     |
| imbrandire      | impugnare                                            |      |                  |                                                     |
| imbricconire    | rendere briccone                                     |      |                  |                                                     |
| imbroncire >    |                                                      |      | imbronciare      |                                                     |
| imbrunire       |                                                      |      | imbrunare        |                                                     |
| imbruschire †   | rendere brusco                                       |      |                  |                                                     |
| imbrutire       |                                                      |      |                  |                                                     |
| imbruttire      |                                                      |      | imbruttare †     |                                                     |
| imbufalirsi     | adirarsi                                             |      |                  |                                                     |
| imbuire         | rendere stupido e ignorante                          |      |                  |                                                     |
| imbutire        | sottoporre a imbutirura                              |      |                  |                                                     |
| immalignire     |                                                      |      |                  |                                                     |
| immalinconire   |                                                      |      |                  |                                                     |
| immalizzire     | rendere malizioso                                    |      |                  |                                                     |
| immelanconire > | immalinconire                                        |      |                  |                                                     |
| immelensire     | rendere melenso                                      |      |                  |                                                     |
| immeschinire    |                                                      |      |                  |                                                     |
| imminchionire   |                                                      |      |                  |                                                     |
| immiserire      |                                                      |      |                  |                                                     |
| immorbidire     |                                                      |      |                  |                                                     |
| immucidire      | prendere il sapore della muffa                       |      |                  |                                                     |
| immusire        | immusonirsi                                          |      |                  |                                                     |
| immusonirsi     |                                                      |      |                  |                                                     |
| impadronirsi    |                                                      |      |                  |                                                     |
| impallidire     |                                                      |      |                  |                                                     |
| impartire       |                                                      |      |                  |                                                     |
| impassire       | appassire                                            |      |                  |                                                     |
| impaurire       |                                                      |      | < impaurare      |                                                     |
| impazientire    |                                                      |      | < impazientare   |                                                     |
| impazzire       |                                                      |      | impazzare        |                                                     |
| impecorire      |                                                      |      |                  |                                                     |
| impedantire     |                                                      |      |                  |                                                     |
| impedire        |                                                      |      |                  |                                                     |
| impensierire    |                                                      |      |                  |                                                     |
| impermalire     | indispettire                                         |      |                  |                                                     |
| impetire        | citare in giudizio                                   |      |                  |                                                     |
| impetrire †     | impietrire                                           |      | impetrare        |                                                     |
| impettirsi      |                                                      |      | impettarsi       |                                                     |
| impiantire      |                                                      |      | impiantare       |                                                     |
| impiccinire     | rendere piccino                                      |      |                  |                                                     |
| impicciolire    |                                                      |      |                  |                                                     |
| impiccolire     |                                                      |      |                  |                                                     |
| impidocchire    |                                                      |      |                  |                                                     |
| impietosire     |                                                      |      |                  |                                                     |
| impietrire      |                                                      |      | impietrare       |                                                     |
| impigrire       |                                                      |      |                  |                                                     |
| impinguire      |                                                      |      | impinguare       |                                                     |
| impoltronire    |                                                      |      |                  |                                                     |
| imporrire >     | cominciare a marcire per l'umidità                   |      | imporrare        |                                                     |
| impoverire      |                                                      |      |                  |                                                     |
| impratichire    |                                                      |      |                  |                                                     |
| impreziosire    |                                                      |      |                  |                                                     |
| improsciuttire  | dimagrire                                            |      |                  |                                                     |
| impuntire       |                                                      |      | impuntare        |                                                     |
| imputridire     |                                                      |      |                  |                                                     |
| impuzzire       |                                                      |      | impuzzare †      |                                                     |
| impuzzolentire  |                                                      |      |                  |                                                     |
| impuzzolire     |                                                      |      |                  |                                                     |
| inacerbire      |                                                      |      | inacerbare †     |                                                     |
| inacetire       |                                                      |      |                  |                                                     |
| inacidire       |                                                      |      |                  |                                                     |
| inacutire       | inasprire                                            |      |                  |                                                     |
| inagrestire     | dell'uva che non matura                              |      |                  |                                                     |
| inagrire        | rendere agro                                         |      |                  |                                                     |
| inamarire       | amareggiare                                          |      |                  |                                                     |
| inanimire       | incoraggiare                                         |      | inanimare        |                                                     |
| inardire        |                                                      |      |                  |                                                     |
| inaridire       |                                                      |      |                  |                                                     |
| inasinire       | instupidire                                          |      |                  |                                                     |
| inasprire       |                                                      |      | inasprare †      |                                                     |
| incadaverire    |                                                      |      |                  |                                                     |
| incagnire       | arrabbiarsi                                          |      |                  |                                                     |
| incallire       |                                                      |      |                  |                                                     |
| incalorire      | procurare infiammazione                              |      |                  |                                                     |
| incanaglire     |                                                      |      | incanagliarsi    |                                                     |
| incancherire    | incancrenire                                         |      | incancherare †   |                                                     |
| incancrenire    |                                                      |      |                  |                                                     |
| incanire        | imbestialire                                         |      |                  |                                                     |
| incanutire      |                                                      |      |                  |                                                     |
| incaparbire     |                                                      |      |                  |                                                     |
| incaponirsi     |                                                      |      |                  |                                                     |
| incapriccirsi > |                                                      |      | incapricciarsi   |                                                     |
| incarbonchire   | ammalarsi di carbonchio                              |      |                  |                                                     |
| incarbonire     |                                                      |      |                  |                                                     |
| incarnire       |                                                      |      | incarnare        |                                                     |
| incarognire     |                                                      |      |                  |                                                     |
| incartapecorire |                                                      |      |                  |                                                     |
| incatorzolire   | imbazzicchire                                        |      |                  |                                                     |
| incattivire     |                                                      |      | incattivare      |                                                     |
| incenerire      |                                                      |      | incenerare       |                                                     |
| incerconire     | del vino che si altera guastandosi                   |      |                  |                                                     |
| incimurrire     | ammalarsi di cimurro                                 |      |                  |                                                     |
| inciocchire     | inciucchire                                          |      |                  |                                                     |
| incipollire     | staccarsi per cipollatura                            |      |                  |                                                     |
| inciprignire    | irritare                                             |      |                  |                                                     |
| incitrullire    |                                                      |      |                  |                                                     |
| inciuchire      | istupidire                                           |      |                  |                                                     |
| incivettire     | rendere una persona frivola                          |      |                  |                                                     |
| incivilire      |                                                      |      |                  |                                                     |
| incodardire     |                                                      |      |                  |                                                     |
| incollerire     |                                                      |      |                  |                                                     |
| incretinire     |                                                      |      |                  |                                                     |
| incrudelire     |                                                      |      |                  |                                                     |
| incrudire       |                                                      |      |                  |                                                     |
| incupire        |                                                      |      |                  |                                                     |
| incuriosire     |                                                      |      |                  |                                                     |
| incurvire       |                                                      |      | incurvare        |                                                     |
| indebilire †    | indebolire                                           |      |                  |                                                     |
| indebolire      |                                                      |      |                  |                                                     |
| indiavolire     |                                                      |      | indiavolare      |                                                     |
| indispettire    |                                                      |      |                  |                                                     |
| indocilire      |                                                      |      |                  |                                                     |
| indolcire       |                                                      |      |                  |                                                     |
| indolenzire     |                                                      |      |                  |                                                     |
| indolire        | indolenzire                                          |      |                  |                                                     |
| indormentire    | intorpidire                                          |      |                  |                                                     |
| indurire        |                                                      |      | indurare         |                                                     |
| inebetire       |                                                      |      |                  |                                                     |
| inerbire        | rendere erboso                                       |      | inerbare         |                                                     |
| inerire         | essere inerente                                      |      |                  |                                                     |
| infanatichire   |                                                      |      |                  |                                                     |
| infantastichire |                                                      |      |                  |                                                     |
| infarcire       |                                                      |      |                  |                                                     |
| infastidire     |                                                      |      |                  |                                                     |
| infellonire     |                                                      |      |                  |                                                     |
| infeltrire      |                                                      |      |                  |                                                     |
| infemminire     |                                                      |      |                  |                                                     |
| inferire        |                                                      |      |                  |                                                     |
| inferocire      |                                                      |      |                  |                                                     |
| infertilire     |                                                      |      |                  |                                                     |
| infervorire >   |                                                      |      | infervorare      |                                                     |
| infetidire      |                                                      |      |                  |                                                     |
| infiacchire     |                                                      |      |                  |                                                     |
| infierire       |                                                      |      |                  |                                                     |
| infievolire     |                                                      |      |                  |                                                     |
| infingardire    |                                                      |      |                  |                                                     |
| infiochire      | rendere fioco                                        |      |                  |                                                     |
| infiorentinire  | rendere fiorentino                                   |      |                  |                                                     |
| infiscalire     | rendere eccessivamente fiscale                       |      |                  |                                                     |
| infistolire     |                                                      |      |                  |                                                     |
| infittire       |                                                      |      |                  |                                                     |
| influire        |                                                      |      |                  |                                                     |
| infoltire       |                                                      |      |                  |                                                     |
| inforestierire  |                                                      |      | < inforestierare |                                                     |
| informicolirsi  |                                                      |      | informincolarsi  |                                                     |
| infortire       | rinforzare; rendere un vino forte                    |      |                  |                                                     |
| infoschirsi     |                                                      |      | infoscare        |                                                     |
| infracidire     |                                                      |      | infracidare      |                                                     |
| infralire       | indebolire                                           |      |                  |                                                     |
| infranchirsi    | rendere franco                                       |      |                  |                                                     |
| infratire       | del baco da seta che fa il bozzo sulla stuoia        |      |                  |                                                     |
| infreddolire    |                                                      |      |                  |                                                     |
| infrenesire     | indurre frenesia                                     |      |                  |                                                     |
| infrigidire     |                                                      |      | infrigidare †    |                                                     |
| infrollire      |                                                      |      |                  |                                                     |
| infrondire      | rendere frondoso                                     |      | infrondare †     |                                                     |
| infurbire       |                                                      |      |                  |                                                     |
| infustire       | irrigidire come un fusto                             |      |                  |                                                     |
| ingagliardire   |                                                      |      |                  |                                                     |
| ingaglioffire   |                                                      |      | ingaglioffare    |                                                     |
| ingelosire      |                                                      |      |                  |                                                     |
| ingentilire     |                                                      |      |                  |                                                     |
| ingerire        |                                                      |      |                  |                                                     |
| inghiottire     |                                                      | 1    |                  |                                                     |
| inghiottonire   |                                                      |      |                  |                                                     |
| ingiallire      |                                                      |      |                  |                                                     |
| ingigantire     |                                                      |      |                  |                                                     |
| ingiovanire     |                                                      |      |                  |                                                     |
| ingobbire       |                                                      |      |                  |                                                     |
| ingoffire       |                                                      |      | ingoffare        |                                                     |
| ingolosire      |                                                      |      |                  |                                                     |
| ingracilire     |                                                      |      |                  |                                                     |
| ingranchire     | rattrappire                                          |      |                  |                                                     |
| ingrandire      |                                                      |      |                  |                                                     |
| ingrigire       |                                                      |      |                  |                                                     |
| ingrinzire      |                                                      |      |                  |                                                     |
| ingrugnire      |                                                      |      | ingrugnare       |                                                     |
| ingrullire      |                                                      |      |                  |                                                     |
| inibire         |                                                      |      |                  |                                                     |
| inlividire      | illividire                                           |      |                  |                                                     |
| innervosire     |                                                      |      |                  |                                                     |
| inorgoglire     |                                                      |      |                  |                                                     |
| inorridire      |                                                      |      |                  |                                                     |
| inottusire      | rendere intellettualmente limitato                   |      |                  |                                                     |
| inquisire       |                                                      |      |                  |                                                     |
| insanire        |                                                      |      |                  |                                                     |
| insaporire      |                                                      |      | insaporare       |                                                     |
| insatirire      | diventare lascivo                                    |      |                  |                                                     |
| insecchire      |                                                      |      |                  |                                                     |
| inselvatichire  |                                                      |      |                  |                                                     |
| inserire        |                                                      |      |                  |                                                     |
| inseverire      |                                                      |      |                  |                                                     |
| insignire       |                                                      |      |                  |                                                     |
| insignorire     |                                                      |      |                  |                                                     |
| insipidire      |                                                      |      |                  |                                                     |
| insoggettire    | indurre soggezione                                   |      |                  |                                                     |
| insolentire     |                                                      |      |                  |                                                     |
| insordire       |                                                      |      |                  |                                                     |
| insospettire    |                                                      |      |                  |                                                     |
| insperanzire    |                                                      |      |                  |                                                     |
| inspessire >    | ispessire                                            |      |                  |                                                     |
| instolidire     | rendere stolido, stupido                             |      |                  |                                                     |
| insuperbire     |                                                      |      |                  |                                                     |
| intenerire      |                                                      |      |                  |                                                     |
| interagire      |                                                      |      |                  |                                                     |
| interferire     |                                                      |      |                  |                                                     |
| interloquire    |                                                      |      |                  |                                                     |
| intestardirsi   |                                                      |      |                  |                                                     |
| intiepidire     |                                                      |      |                  |                                                     |
| intimidire      |                                                      |      |                  |                                                     |
| intimorire      |                                                      |      |                  |                                                     |
| intirannire     |                                                      |      |                  |                                                     |
| intirizzire     |                                                      |      | intirizzare †    |                                                     |
| intisichire     |                                                      |      |                  |                                                     |
| intontire       |                                                      |      |                  |                                                     |
| intorbidire     |                                                      |      | intorbidare      |                                                     |
| intormentire    | intorpidire un arto                                  |      |                  |                                                     |
| intorpidire     |                                                      |      |                  |                                                     |
| intoscanire     | rendere conforme all'uso toscano                     |      |                  |                                                     |
| intozzire       |                                                      |      | intozzare        |                                                     |
| intristire      |                                                      |      |                  |                                                     |
| intuire         |                                                      |      |                  |                                                     |
| intumidire      |                                                      |      |                  |                                                     |
| inturgidire     |                                                      |      |                  |                                                     |
| inumidire       |                                                      |      |                  |                                                     |
| invacchire      | imbolsire                                            |      |                  |                                                     |
| invaghire       |                                                      |      |                  |                                                     |
| invanire        | rendere vanitoso, vano                               |      |                  |                                                     |
| inveire         |                                                      |      |                  |                                                     |
| invelenire      |                                                      |      |                  |                                                     |
| invelocire      | accelerare                                           |      |                  |                                                     |
| inverdire       |                                                      |      |                  |                                                     |
| inverminire     |                                                      |      |                  |                                                     |
| invertire       |                                                      | 1    |                  |                                                     |
| invetrire       |                                                      |      |                  |                                                     |
| invigliacchire  |                                                      |      |                  |                                                     |
| invigorire      |                                                      |      |                  |                                                     |
| invilire        |                                                      |      |                  |                                                     |
| invillanire     |                                                      |      |                  |                                                     |
| inviperire      |                                                      |      |                  |                                                     |
| invispire       | rendere vispo                                        |      |                  |                                                     |
| invizzire       | avvizzire                                            |      |                  |                                                     |
| involgarire     |                                                      |      |                  |                                                     |
| involpire       |                                                      |      |                  |                                                     |
| inzotichire     |                                                      |      |                  |                                                     |
| irrancidire     |                                                      |      |                  |                                                     |
| irretire        |                                                      |      |                  |                                                     |
| irrigidire      |                                                      |      |                  |                                                     |
| irritrosire     |                                                      |      |                  |                                                     |
| irrobustire     |                                                      |      |                  |                                                     |
| irrochirsi      | rendere rauco                                        |      |                  |                                                     |
| irrugginire     |                                                      |      |                  |                                                     |
| irruvidire      |                                                      |      |                  |                                                     |
| isterilire      |                                                      |      |                  |                                                     |
| istituire       |                                                      |      |                  |                                                     |
| istruire        |                                                      |      |                  |                                                     |

### L-Z
| Verbo           | Significato                                         | Tipo | Corradicali     | Note                                                                               |
| --------------- | --------------------------------------------------- | ---- | --------------- | ---------------------------------------------------------------------------------- |
| lambire         |                                                     |      |                 |                                                                                    |
| languire        |                                                     | 2    |                 |                                                                                    |
| largire         |                                                     |      |                 |                                                                                    |
| lascivire       |                                                     |      |                 |                                                                                    |
| lenire          |                                                     |      |                 |                                                                                    |
| marcire         |                                                     |      |                 | Esiste un verbo non corradicale in -are 'marciare'                                 |
| mentire         |                                                     | 1    |                 |                                                                                    |
| minuire †       |                                                     |      |                 |                                                                                    |
| mollire †       | rendere mollo                                       | 2    | mollare         |                                                                                    |
| muffire         |                                                     |      | muffare         |                                                                                    |
| muggire         |                                                     | 2*   |                 | *Solo alla terza persona senza -isc-: mugge                                        |
| munire          |                                                     |      |                 |                                                                                    |
| nitrire         |                                                     |      |                 | Esiste un verbo non corradicale in -are 'nitrare'                                  |
| nutrire         |                                                     | 1    |                 |                                                                                    |
| obbedire        |                                                     |      |                 |                                                                                    |
| offerire †      | offrire                                             | 2    | offerere        |                                                                                    |
| olire †         | profumare                                           |      |                 |                                                                                    |
| ordire          |                                                     |      |                 |                                                                                    |
| orrire †        | Provare orrore, inorridire                          |      |                 | [ 26 ]                                                                             |
| ostruire        |                                                     |      |                 |                                                                                    |
| partire         | Solo nel sento di 'dividere'                        | 2*   |                 | *Solo nell'uso antiquato e poetico ammette le forme senza -isc-.                   |
| partorire       |                                                     |      |                 |                                                                                    |
| patire          |                                                     | 2*   |                 | *Solo antiquate le forme senza -isc-                                               |
| pattovire †     | pattuire                                            |      |                 |                                                                                    |
| pattuire        |                                                     |      |                 |                                                                                    |
| percepire       |                                                     |      |                 |                                                                                    |
| perire          |                                                     | 2*   |                 | *Solo antiquate o nell'uso poetico le forme senza -isc-                            |
| perquisire      |                                                     |      |                 |                                                                                    |
| piatire         | muovere in giudizio; lamentarsi, impietosire        |      |                 |                                                                                    |
| polire          | levigare                                            |      |                 |                                                                                    |
| poltrire        |                                                     |      |                 |                                                                                    |
| preferire       |                                                     |      |                 |                                                                                    |
| premonire       |                                                     |      |                 |                                                                                    |
| premunire       |                                                     |      |                 |                                                                                    |
| pervertire      | 1                                                   |      |                 |                                                                                    |
| presagire       |                                                     |      |                 |                                                                                    |
| preterire       | tralasciare; trasgredire                            |      |                 |                                                                                    |
| proferire       |                                                     |      |                 |                                                                                    |
| progredire      |                                                     |      |                 |                                                                                    |
| proibire        |                                                     |      |                 |                                                                                    |
| prostituire     |                                                     |      |                 |                                                                                    |
| prurire †       | prudere                                             |      |                 | [ 27 ]                                                                             |
| pulire          |                                                     |      |                 |                                                                                    |
| punire          |                                                     |      |                 |                                                                                    |
| putire          | puzzare                                             | 2    |                 |                                                                                    |
| putrire         | imputridire                                         | 2*   |                 | *Solo nelle terze persone senza -isc-: putre e putrono                             |
| rabbonire       |                                                     |      |                 |                                                                                    |
| rabbrividire    |                                                     |      |                 |                                                                                    |
| raccapriccire > |                                                     |      | raccapricciare  |                                                                                    |
| raccorcire >    |                                                     |      | raccorciare     |                                                                                    |
| raggentilire    |                                                     |      |                 |                                                                                    |
| raggrandire     |                                                     |      |                 |                                                                                    |
| rammeschinire   | immeschinire                                        |      |                 |                                                                                    |
| rammollire      |                                                     |      |                 |                                                                                    |
| rancidire       | irrancidire                                         |      |                 |                                                                                    |
| rapire          |                                                     |      |                 | Esiste un verbo non corradicale in -are 'rapare'                                   |
| rattiepidire    |                                                     |      |                 |                                                                                    |
| rattrappire     |                                                     |      | rattrappare †   |                                                                                    |
| rattristire     |                                                     |      | rattristare     |                                                                                    |
| ravvigorire     |                                                     |      |                 |                                                                                    |
| reagire         |                                                     |      |                 |                                                                                    |
| recensire       |                                                     |      |                 |                                                                                    |
| recepire        |                                                     |      |                 |                                                                                    |
| redarguire      |                                                     |      |                 |                                                                                    |
| redolire        | profumare                                           |      |                 |                                                                                    |
| refluire        |                                                     |      |                 |                                                                                    |
| regredire       |                                                     |      | rimbambolire    |                                                                                    |
| reperire        |                                                     |      |                 |                                                                                    |
| requisire       |                                                     |      |                 |                                                                                    |
| restituire      |                                                     |      |                 |                                                                                    |
| retentire †     | risuonare                                           |      |                 |                                                                                    |
| retribuire      |                                                     |      |                 |                                                                                    |
| ribadire        |                                                     |      |                 |                                                                                    |
| rifedire †      | ferire di nuovo                                     | 2    |                 |                                                                                    |
| riferire        |                                                     |      |                 |                                                                                    |
| rifinire        |                                                     |      | rifinare †      |                                                                                    |
| rifronzire †    | rimettere fronde                                    |      |                 |                                                                                    |
| rimbaldanzire   |                                                     |      |                 |                                                                                    |
| rimbambire      |                                                     |      |                 |                                                                                    |
| rimbecillire    |                                                     |      |                 |                                                                                    |
| rimbischerire   |                                                     |      |                 |                                                                                    |
| rimedire †      | racimolare soldi                                    |      |                 |                                                                                    |
| rimminchionire  |                                                     |      |                 |                                                                                    |
| rimpicciolire   |                                                     |      |                 |                                                                                    |
| rimpiccolire    |                                                     |      |                 |                                                                                    |
| rincitrullire   |                                                     |      |                 |                                                                                    |
| rinciuchire     | inciuchire di nuovo                                 |      |                 |                                                                                    |
| rincoglionire   |                                                     |      |                 |                                                                                    |
| rincorbellire   | rincoglionire                                       |      |                 |                                                                                    |
| rincretinire    |                                                     |      |                 |                                                                                    |
| ringalluzzire   |                                                     |      | < ringalluzzare |                                                                                    |
| ringiovanire    |                                                     |      |                 |                                                                                    |
| ringrullire     |                                                     |      |                 |                                                                                    |
| rinsavire       |                                                     |      |                 |                                                                                    |
| rinsecchire     |                                                     |      |                 |                                                                                    |
| rinseccolire    |                                                     |      |                 |                                                                                    |
| rintontire      |                                                     |      |                 |                                                                                    |
| rinvigorire     |                                                     |      |                 |                                                                                    |
| rinvivire       |                                                     |      |                 |                                                                                    |
| ripartire       | solo nel senso di "ridividere"                      | *    |                 | Solo antiquate le forme senza -isc-.                                               |
| ripire          | salire                                              |      |                 |                                                                                    |
| risarcire       |                                                     |      |                 |                                                                                    |
| risbaldire †    | ralleggrare                                         |      |                 |                                                                                    |
| rischiarire     |                                                     |      | rischiarare     |                                                                                    |
| riunire         |                                                     |      |                 |                                                                                    |
| riverire        |                                                     |      |                 |                                                                                    |
| rostire †       | arrostire                                           |      |                 |                                                                                    |
| rugginire †     | arrugginire                                         |      |                 |                                                                                    |
| ruggire         |                                                     | 2*   |                 | *Solo nella terza persona senza -isc-: rugge                                       |
| salire          |                                                     | *    |                 | Solo antiquate le forme senza -isc-                                                |
| sancire         |                                                     |      |                 |                                                                                    |
| saporire        |                                                     |      |                 |                                                                                    |
| sbadire         | togliere la ribattitura                             |      |                 |                                                                                    |
| sbalordire      |                                                     |      |                 |                                                                                    |
| sbandire        |                                                     |      |                 | Esiste un verbo non corradicale in -are 'sbandare'                                 |
| sbarbarire      | incivilire                                          |      |                 |                                                                                    |
| sbasire †       | svenire                                             |      |                 |                                                                                    |
| sbastire        | privare dell'imbrastiture                           |      |                 |                                                                                    |
| sbiadire        |                                                     |      |                 |                                                                                    |
| sbianchire      |                                                     |      | sbiancare       |                                                                                    |
| sbigottire      |                                                     |      |                 |                                                                                    |
| sbizzarrire     |                                                     |      |                 |                                                                                    |
| sbizzire        | smettere di fare le bizze                           |      |                 |                                                                                    |
| sbollire        |                                                     | 2    |                 | Esiste un verbo non corradicale in -are 'sbollare'                                 |
| sbozzacchire    | rinvigorirsi                                        |      |                 |                                                                                    |
| scalfire        |                                                     |      |                 | Esiste un verbo non corradicale in -are 'scalfare'                                 |
| scaltrire       |                                                     |      |                 |                                                                                    |
| scandire        |                                                     |      | scandere        |                                                                                    |
| scarnire        |                                                     |      | scarnare        |                                                                                    |
| scarognire      | smettere di fare la carogna                         |      |                 |                                                                                    |
| scaturire       |                                                     |      |                 |                                                                                    |
| scernire †      | scernere                                            |      |                 |                                                                                    |
| scheletrire     |                                                     |      |                 |                                                                                    |
| schermire       | tirare di scherma; proteggere                       |      | schermare       |                                                                                    |
| schernire       |                                                     |      |                 |                                                                                    |
| schiarire       |                                                     |      | schiarare       |                                                                                    |
| schiattire      | guaire                                              |      |                 | Esiste un verbo non corradicale in -are 'schiattare'                               |
| scipidire       | insipidire                                          |      |                 |                                                                                    |
| scolorire       |                                                     |      | scolorare       |                                                                                    |
| scolpire        |                                                     |      |                 | Esiste un verbo non corradicale in -are 'scolpare'                                 |
| scomparire      | Nel significato di "sfigurare" solo forme in -isc-. | 1    |                 |                                                                                    |
| scompartire     | dividere                                            | 2    |                 |                                                                                    |
| scoraggire >    |                                                     |      | scoraggiare     |                                                                                    |
| scorcire >      |                                                     |      | scorciare       |                                                                                    |
| scurire         |                                                     |      | scurare †       |                                                                                    |
| sdilinquire     | indebolire                                          |      |                 |                                                                                    |
| sdolenzire      |                                                     |      |                 |                                                                                    |
| sdrucire        | scucire, lacerare                                   | 2    |                 |                                                                                    |
| seguire         | 1*                                                  |      |                 | * solo antiche le forme in -isc-.                                                  |
| seppellire      |                                                     |      |                 |                                                                                    |
| sferire         | in marina: staccare da un sostegno                  |      |                 |                                                                                    |
| sfinire         |                                                     |      |                 |                                                                                    |
| sfittire        |                                                     |      |                 | Esiste un verbo non corradicale in -are 'sfittare'                                 |
| sfoltire        |                                                     |      |                 |                                                                                    |
| sfranchire      | rendere più disinvolto                              |      |                 |                                                                                    |
| sgagliardire    | privare di gagliardia                               |      |                 |                                                                                    |
| sgranchire      |                                                     |      |                 |                                                                                    |
| sgualcire       |                                                     |      |                 |                                                                                    |
| sguarnire       |                                                     |      |                 |                                                                                    |
| sguernire       |                                                     |      |                 |                                                                                    |
| singultire      | piangere singiozzando                               |      |                 |                                                                                    |
| sitire †        | avere sete                                          |      |                 |                                                                                    |
| smagrire        |                                                     |      | < smagrare      |                                                                                    |
| smalizzire      | smaliziare                                          |      |                 |                                                                                    |
| smaltire        |                                                     |      |                 | Esiste un verbo non corradicale in -are 'smaltare'                                 |
| smarrire        |                                                     |      |                 | Esiste un verbo non corradicale in -are 'smarrare'                                 |
| smentire        |                                                     |      |                 |                                                                                    |
| sminuire        |                                                     |      |                 |                                                                                    |
| snellire        |                                                     |      |                 |                                                                                    |
| sopire          |                                                     |      |                 |                                                                                    |
| sopperire       |                                                     |      |                 |                                                                                    |
| sorbire         | sorseggiare                                         |      |                 | Esiste un verbo non corradicale in -are 'sorbare'                                  |
| sortire         | estrarre a sorte; destinare; ottenere               |      |                 | Il verbo che significa "sorteggiare un numero, uscire" segue il paradigma normale, |
| sostituire      |                                                     |      |                 |                                                                                    |
| sparire         |                                                     |      |                 | Esiste un verbo non corradicale in -are 'sparare'                                  |
| spartire        |                                                     | *    |                 | Solo antiquate le forme senza -isc-                                                |
| spaurire        |                                                     |      | spaurare †      |                                                                                    |
| spazientire     |                                                     |      |                 |                                                                                    |
| spedantire      |                                                     |      |                 |                                                                                    |
| spedire         |                                                     |      |                 | Esiste un verbo non corradicale in -are 'spedare'                                  |
| spessire †      | ispessire                                           |      | spessare †      |                                                                                    |
| spigrire        |                                                     |      |                 |                                                                                    |
| spoltronire     |                                                     |      |                 |                                                                                    |
| squittire       |                                                     |      |                 |                                                                                    |
| stabilire       |                                                     |      |                 |                                                                                    |
| staggire †      | sequestrare                                         |      |                 |                                                                                    |
| starnutire      |                                                     |      | < starnutare    |                                                                                    |
| statuire        |                                                     |      |                 |                                                                                    |
| stecchire       |                                                     |      | steccare        |                                                                                    |
| sterilire       |                                                     |      |                 |                                                                                    |
| stiepidire      |                                                     |      |                 |                                                                                    |
| stirizzire      | liberare l'intorpidimento                           |      |                 |                                                                                    |
| stizzire        |                                                     |      |                 |                                                                                    |
| stordire        |                                                     |      | < stordare †    |                                                                                    |
| stormire        |                                                     |      |                 |                                                                                    |
| stranire        | innervosire                                         |      |                 |                                                                                    |
| strepire        | fare fracasso                                       |      | strepere        |                                                                                    |
| stridire †      | stridere                                            |      |                 |                                                                                    |
| striminzire     |                                                     |      |                 |                                                                                    |
| stupidire       |                                                     |      |                 |                                                                                    |
| stupire         |                                                     |      |                 |                                                                                    |
| subire          |                                                     |      |                 |                                                                                    |
| suggerire       |                                                     |      |                 |                                                                                    |
| superbire †     | insuperbire                                         |      |                 |                                                                                    |
| supplire        |                                                     |      |                 |                                                                                    |
| svampire        |                                                     |      | svampare        |                                                                                    |
| svanire         |                                                     |      |                 |                                                                                    |
| svelenire       |                                                     |      | svelenare       |                                                                                    |
| sveltire        |                                                     |      |                 |                                                                                    |
| svigorire       |                                                     |      |                 |                                                                                    |
| svilire         |                                                     |      |                 |                                                                                    |
| tallire         | accestire                                           |      |                 |                                                                                    |
| tinnire         | tintinnare                                          |      |                 |                                                                                    |
| tintinnire      |                                                     |      | tintinnare      |                                                                                    |
| tornire         |                                                     |      | tornare         |                                                                                    |
| tortire †       | procedere tortuosamente                             |      |                 |                                                                                    |
| tossire         |                                                     | 2    |                 |                                                                                    |
| tradire         |                                                     |      |                 |                                                                                    |
| tramortire      |                                                     |      |                 |                                                                                    |
| transfluire     | dei ghiacciai che si riversano nella valli vicine   |      |                 |                                                                                    |
| transire †      | passare                                             |      |                 | Esiste un verbo non corradicale in -are 'transare'                                 |
| trasalire       |                                                     |      |                 |                                                                                    |
| trasferire      |                                                     |      |                 |                                                                                    |
| trasfigurire >  |                                                     |      | trasfigurare    |                                                                                    |
| trasgredire     |                                                     |      |                 |                                                                                    |
| trasparire      |                                                     | 1    |                 |                                                                                    |
| trasricchire †  | diventare straricco                                 |      |                 |                                                                                    |
| tribuire        | attribuire                                          |      |                 |                                                                                    |
| tripartire      |                                                     |      |                 |                                                                                    |
| ubbidire        |                                                     |      |                 |                                                                                    |
| uggire          | ombreggiare; tediare                                |      |                 |                                                                                    |
| umidire         |                                                     |      |                 |                                                                                    |
| unire           |                                                     |      |                 |                                                                                    |
| usucapire       |                                                     |      |                 |                                                                                    |
| usufruire       |                                                     |      |                 |                                                                                    |
| vagire          |                                                     |      |                 | Esiste un verbo non corradicale in -are 'vagare'                                   |
| vanire          | svanire                                             |      | vanare          |                                                                                    |
| verdire †       |                                                     |      |                 |                                                                                    |
| vomire †        | vomitare                                            |      |                 |                                                                                    |
| zittire         |                                                     |      | zittare         |                                                                                    |

## Casi particolari
- Verbi in -parire: apparire, comparire, disparire, scomparire, sparire, trasparire.

Si tratta di verbi irregolari che possono coniugarsi sia col paradigma regolare in -isc- che con quello proprio, eccetto sparire che ammette odiernamente soltanto il primo, ma anticamente pure il secondo. In generale non ci sono particolari vincoli desinenziali riguardo al significato, eccezion fatta per comparire e scomparire dove la forma con -isc- viene fortemente caldeggiata, in onore alla tradizione letteraria, per i significati, rispettivamente, di «figurare» (far bella figura) e «sfigurare» (far brutta figura).
Solo per il verbo scomparire i dizionari indicano la coniugazione in -isc- come primaria.
- Verbi in -partire: compartire, dipartire, dispartire, partire (bi-, tri, quadri-), ripartire, scompartire, spartire

solo quando sono intesi nel senso di «spartizione», e non di «allontanamento», ammettono come coniugazione il paradigma in -isc-, in via esclusiva oppure combinato col paradigma ordinario della coniugazione in -ire. In generale, per evitare ambiguità, i verbi che possono ingenerare confusione hanno solo il paradigma in -isc-, ovviamente quando significano «spartizione», mentre per quelli in cui questo problema sussiste è possibile usare entrambi i paradigmi.
- partire (dividere), bipartire, tripartire e quadripartire si coniugano solo col paradigma in -isc-
- ripartire (dividere di nuovo), spartire si coniugano odiernamente solo col paradigma -isc-, ma anticamente potevano coniugarsi anche secondo quello ordinario.
- compartire, dipartire (dividere in due), dispartire, scompartire si coniugano con entrambi i paradigmi.

- Il verbo sortire: sebbene in continuità di significato, ha un omonimo rispetto al quale si differenzia per il paradigma di coniugazione. Si coniuga quindi in -isc-  sortire (dal lat. sortire) col significato sostanziale «stabilire con sorteggio; destinare, avere in sorte, ottenere»; mentre si coniuga in altro modo sortire (dal fr. sortir) col valore di «estrarre qlc. a sorteggio».

### Errori frequenti
Rappresentando la maggior parte dei verbi della terza coniugazione, capita che anche verbi coniugabili solo col paradigma tradizionale vengano, per errore, coniugati con quello incoativo; casi frequenti sono bollire, cucire, empire, riempire.
L'errore opposto capita invece frequentemente col verbo adire (agire in giudizio), erroneamente scambiato come composto del verbo dire - forse per l'influenza, anche, di addire/addirsi - e quindi coniugato come questo. Si tratta invece di un verbo di origine latina 'ad ire', usato nelle giurisprudenza nel senso figurato di 'andare verso', e quindi coniugato, secondo tradizione, come un normale verbo incoativo.